# (32717) 5155 T-2
5155 T-2 (asteroide 32717) é um asteroide da cintura principal. Possui uma excentricidade de 0.12790880 e uma inclinação de 5.10556º.
Este asteroide foi descoberto no dia 25 de setembro de 1973 por Cornelis Johannes van Houten e Ingrid van Houten-Groeneveld e Tom Gehrels em Palomar.